# Исландска звънарка
Исландската звънарка (Bucephala islandica) е средно голяма морска птица от семейство Патицови (Anatidae), разред Гъскоподобни (Anseriformes). Тя е добър гмуркач, близък роднина на обикновената звънарка (Bucephala clangula). Птиците от този вид обитават обширен ареал и размерът на популацията им е много голям, поради което са причислени към незастрашените видове.

## Описание
Възрастният мъжки има сравнително голяма, заоблена, черна глава. На слънце по нея се забелязват преливащи се в лилаво цветове. Челото е много полегато и има голям вертикален бял полумесец между човката и окото, завършващ нагоре над очите в остра, изтеглена форма. Главата е украсена с къса черна стърчаща перушина, наподобяваща корона. От всяка страна на черния гръб се виждат 7 стъпаловидно разположени бели петна, а задната част и опашката са черни. Предната част на тялото и коремът са бели, шията – къса и също бяла, човката – къса, дебела и черна, а очите – жълти. По време на полет се вижда долната част на крилата, които са в черно и бяло. Младите мъжки екземпляри през първата година от живота си имат оперение, подобно на това на женската, но човката и очите са черни.
Зрялата женска исландска звънарка има тъмна шоколадово-кафява глава. Оперението на гърба, крилата и опашката е тъмносиво. Хълбоците, коремът и гърдите са бели. Вратът и шията са доста по-светли от останалата част на тялото. Човката е черна в основата си и постепенно преминава в оранжево-жълто към върха. Сравнително тъпа е, като през лятото цветът ѝ малко потъмнява.
Мъжките са значително по-големи от женските, с дължина около 48 cm, а тази на женските е приблизително 43 cm. Размахът на крилата достига до 76 cm. Теглото на мъжките екземпляри е средно 1278 грама, а на женските – 818 грама.
Исландската звънарка е по-скоро тиха птица и рядко издава звуци. В брачния период може да се чуе мекото призивно „ка-каа“ на самеца, на което женската отговаря по същия начин. В полет крилата ѝ се движат много бързо и издават отличителен свистящ звук.
Исландската звънарка може да бъде различена най-лесно от останалите птици от рода по полукръглото бяло петно веднага след човката, стръмния ъгъл между челото и клюна и формата на главата. Птиците и от двата пола имат светли, кехлибарени ириси, откъдето идва английското им название – Barrow's goldeneye. В английското наименование е включено и името на британския арктически изследовател Джон Бароу.

## Разпространение
Глобалният обхват на вида общо през цялата година се разпростира на повече от 2 500 000 km2. По време на размножителния сезон птицата може да бъде срещната, макар и с различна гъстота или дори епизодично в следните райони:
- Канада – остров Макензи Кинг, Северозападна Британска Колумбия, Скалистите планини, Квебек, Лабрадор.
- САЩ – югоизточна Аляска, източната част на щата Вашингтон, югозападен Орегон, източна Калифорния, Колорадо, Скалистите планини
- Северна Америка – Гренландия
- Европа – Исландия.

През зимата мигрира на следните територии:(8)
- Канада – локално в южната част на Британска Колумбия, залива на река Сейнт Лорънс.
- САЩ – южната част на Аляска, крайбрежията на щата Вашингтон, Орегон и централна Калифорния (главно от страната на Вашингтон на север), локално в северната част на Монтана, Северна Невада, Юта, Колорадо, щата Ню Йорк.
- Европа – Исландия

Основният ареал, заеман от исландската звънарка през лятото, се простира в северните райони на Северна Америка и Исландия. В останалата част на Европа, тя е рядък посетител. Гнезди както в източните, така и в западните райони на Канада и Аляска.
Западните популации обитават териториите по протежение на западното крайбрежие на САЩ – от южната част на Аляска до Северна Калифорния. Също така гнезди и във вътрешните райони на Британска Колумбия в Канада. Основният регион за гнездене с най-голяма концентрация се простира на север през южната част на Юкон до южните и централни райони на Аляска.
Главните области за гнездене на източните популации са установени в източната част на високото плато по протежение на северния бряг на естуара на река Сейнт Лорънс и едноименния залив. Размножителни колонии се наблюдават още в канадските хълмисти земи на Лабрадор и югозападните региони на Гренландия и Исландия. Най-често и с по-голяма концентрация се срещат край езерото Mývatn в Северна Исландия, където може да намери изобилие от насекоми, мекотели и ракообразни за изхранването си. В Исландия птицата е известна като húsönd (домашна патица).
Няма доказателства за обмен между източните и западните популации. Западните зимуват по крайбрежието на териториите между архипелага Кодиак в Южна Аляска и южните части на щата Вашингтон. Епизодично се срещат на юг до залива на Сан Франциско и откритите води на северозападните щати. Източните зимуват в устието на река Сейнт Лорънс и по-малки групи – по протежение на полуостров Gaspe, морските провинции на Канада и щата Мейн в САЩ.
Птиците, обитаващи Исландия не мигрират, докато тези в Северна Америка през зимата се придвижват покрай тихоокеанските брегове на Аляска и Канада, и североизточния бряг на Северна Америка.

## Численост
Според приблизителните сметки числеността на западната популация възлиза на около 200 000 – 250 000 птици, като голяма част от тях гнезди в Британска Колумбия. Източната популация се оценява на около 4000 броя. Тъй като техният брой е много по-малък от този на западната, в Източна Канада се води като вид със специална загриженост.
Според проучванията, видът показва тенденция към увеличаване на броя си. През последните около 40 години е претърпял голям и статистически значим ръст в Северна Америка – 171%, което се равнява на около 28,3% увеличение на десетилетие.

## Начин на живот
През лятото исландската звънарка обикновено живее в малки, разпръснати групи, докато през зимата често се концентрира в големи ята.
Гнезди предимно край алкални и сладководни езера и в по-малка степен край субалпийски езера, боброви бентове и малки блата в западните части на Скалистите планини. В Квебек предпочита малки чисти езера и изкуствени водоеми с над 500 m надморска височина и растителност, която не поддържат популации от риба. Прави гнездата си в скални пукнатини, в кухините на дърветата, в дупки и други подходящи защитени места. Наличието или отсъствието на подходящи места за изграждане на гнездата може да се отрази на числеността на гнездещите птици.
Този вид обитава крайбрежията на сладководни езера и реки в открити или гористи местности. Обикновено предпочита залесени местообитания с по-стари широколистни или иглолистни дървета, които предлагат подходящи за гнездене хралупи. Гнездене може да се наблюдава и на височина до 3000 метра в Скалистите планини на Канада.
Исландската звънарка е териториално агресивна птица, дори повече от обикновените звънарки. Мъжките защитават териториите си, а женските – зоната както около своето люпило, така и на други видове. При вида се наблюдава тенденция да не споделя местообитанието си с много по-многобройните здънарки от същия род.
По време на гнездене мъжките птици напускат женските още преди излюпването на малките и отлитат до местата за линеене, често в райони, намиращи се още по на север от гнездещите женски. Благодарение на наблюдения чрез сателитната телеметрия е направен изводът, че миграцията на мъжките е директна и бърза, като някои от птиците прелитат над 1000 km само за 2 дни. Някои важни места за линеенето на мъжките са големите влажни равнини Old Crow в северен Юкон, няколко езера в Североизточна Аляска, както и крайбрежните райони в северната част на Квебек и Лабрадор. Струпвания на линеещи женски са наблюдавани в зоните за размножаване в централната част на Британска Колумбия. По време на линеене птиците не могат да летят за период от около 30 дни, докато пораснат новите им пера. През следващите години и мъжките, и женските обикновено се връщат към едни и същи области за линеене.
Исландската звънарка мигрира на юг късно през есента, оставайки във вътрешността близо до районите за линеене, докато започне заледяването на крайбрежните води. Често не тръгва до края на октомври или началото на ноември. Птиците отлитат към по-топли места с незаледени езера и крайбрежни лагуни. Тъй като мъжките и женските използват различни области за смяна на перата си, те вероятно имат и различни места за почивка и хранене по време на миграцията, но след това се събират заедно в районите за зимуване. Мъжките пристигат там няколко седмици преди групите от женски и млади птици.
За зимуването си предпочитат най-вече крайморски местообитания, включително заливи, пристанища и скалисти брегове с пясъчни, чакълести или скалисти крайбрежия. Някои прекарват зимата край вътрешни незаледени езера, изкуствени водоеми и реки. Връщат се по местата за гнездене в средата на март и началото на април.

## Хранене
Исландската звънарка се храни по време на гмуркане, като предпочита плитки води, тъй като по-голямата част от храната ѝ се намира под водата. Често се храни в ята. Наблюдавани са големи групи птици от този вид, които се гмуркат за храна и излизат на повърхността едновременно.
Зимната ѝ диета се състои главно от мекотели, ракообразни, риба, хайвер. През останалите периоди се включват и насекоми и техните ларви. Растителната храна се състои главно от морски водорасли, водни растения и семена. Предпочита езера, в които липсват риби, хранещи се с насекоми, за да избегне съперничеството за храна. В солените води се храни основно с мекотели, особено миди от вида Mytilus edulis, някои видове морски звезди, морски червеи и други.

## Размножаване
Исландската звънарка обикновено е моногамна, а разплодните двойки се образуват по време на зимуване. Някои от тези двойки се запазват за повече от една година. Мъжките изпълняват зрелищни и сложни ритуали на ухажване. Женските не участват в репродукционния процес докато не навършат три години, а понякога започват и по-късно. Но младите женски птици всяка година се връщат по родните си места, където ще гнездят, когато достигнат подходящата възраст.
По време на размножителния сезон женските сами си строят гнездата. Изграждат ги в хралупи на дървета, включително такива, изоставени от други птици, или в изкуствено подготвени подходящи места. Известни са и случаи, когато гнездят в скални пукнатини, изоставени сгради, дупки, или в храстите на земята, когато в околността няма подходящи дървета. През следващите години те обикновено се връщат за гнездене към същите места. Самото гнездо представлява вдлъбнатина, покрита с дървени стърготини, листа, или материали от предишни гнезда.
Исландската звънарка снася от 5 до 15 синкави яйца, средно 9, които се инкубират само от женската в продължение на 30 – 32 дни. Женската не е особено загрижена за потомството си и може да снесе яйцата си и в чуждо гнездо, или дори в гнездата на друг вид птици, особено на такива, които също гнездят в кухини.
Един до два дни след излюпването си малките напускат гнездата, а женската ги води до район с изобилие от храна. Младите патета са много независими и се хранят сами, без чужда помощ, включително с ларви на насекоми и ракообразни. Изискват съвсем малко родителски грижи. Люпилата понякога се присъединят към други люпила и така се създават големи „детски ясли“, за които се грижи една-единствена самка. Това най-често се случва, ако пиленцата са били изоставени от майката, или ако люпилата са се смесили по време на териториални спорове между женските.
Женските се отказват от грижи за малките още преди те да се научат да летят, обикновено на 5-6-седмична възраст, а понякога и по-рано. На възраст от 8 до 9 седмици перата на патетата порастват, така че те вече имат възможност да летят.
Понякога, когато живее в диво състояние, могат да се срещнат хибриди между исландската и обикновената звънарка (Bucephala clangula).
Смъртността на младите е висока през първите няколко седмици от живота. Основните причини са неблагоприятните атмосферни условия, появили се скоро след излюпването и хищните птици. Максималната продължителност на живот на вида в диво състояние е 18 години.

## Проблеми и опазване
Най-голямата заплаха за местообитанията на исландската звънарка е дърводобивът, особено в канадската провинция Британска Колумбия. При дърводобивната дейност обикновено първо се премахват по-старите дървета и клони, които за тези птици осигуряват по-голямата част от кухини за гнездене. Трудното намиране на места за изграждане на гнездата може да доведе до намаляване на новата популация. Исландската звънарка свиква много лесно с приготвените от хората къщички за птици и през следващите години се връща отново в тях, така че увеличаването на броя им може лесно да разреши проблема.
Друга потенциална заплаха в районите на зимуване са нефтените разливи, тъй като тези птици са обвързани много тясно с приливните местообитания. Замърсителите от селскостопански и промишлени източници, особено тежките метали, могат до доведат до акумулацията им в предпочитаните черупчести храни. Въвеждането на риба в езера, които дотогава не са обитавани от нея, също е заплаха за птиците, тъй като те предпочитат да се размножават край водни басейни без риба.
Загубите от лов при западната популация като цяло е ниска и се оценява на по-малко от 5000 птици, най-вече в Аляска, Британска Колумбия и щата Вашингтон.